# Ellika Frisell
Ingrid Ellika Hjalmarsdotter Frisell, (Ellica i folkbokföringen), född 12 februari 1953 i Lidingö, är en svensk folkmusiker som huvudsakligen spelar fiol och viola. 
Hon är dotter till Hjalmar Frisell och Marianne, född Nygren.
Hon genomgick Adolf Fredriks musikskola 1968, där hon studerade folkmusik för Thore Härdelin. Hon har varit medlem av Delsbo Spelmän, vikarierat för Härdelins orkester Delsbopojkarna, och varit aktiv som spelman i Dellenbygdens folkdanslag. Hon har även varit ordförande för Riksförbundet för folkmusik och dans och undervisar i fiol på Musikhögskolan i Stockholm. 2014 blev hon ledamot av Kungliga Musikaliska Akademien.
Hon spelar musik och låtar från Orsa- och Bingsjö-traditionerna. Hon har blivit undervisad av storspelmän som Nils Agenmark och Päkkos Gustaf och spelat i grupper som Filarfolket, Den fule och Rosenbergs Sjua. Hon har arbetat som teatermusiker, fått undervisning av den indiska mästaren Shivakumar och spelar sedan 1998 tillsammans med koraspelaren Solo Cissokho.

## Diskografi (urval)
- 1998 – Tokpolska (med Sven Ahlbäck och Mats Edén)
- 2002 – Tretakt/Takissaba (med Solo Cissokho[5])
- 2004 – Prat/Talking
- 2005 – Abaraká!/Tack! (med Solo Cissokho)
- 2013 – Now (med Solo Cissokho och Rafael Sida)
- 2015 – Evening at Pekkosgården 1988 (med Päkkos Gustaf)

## Teater

### Roller
| År   | Roll        | Produktion                   | Regi     | Teater                 |
| ---- | ----------- | ---------------------------- | -------- | ---------------------- |
| 1986 | Presentatör | Perikles William Shakespeare | Eva Ultz | Stockholms stadsteater |